# Сборная России по боксу
Сборная России по боксу — главная команда, представляющая Россию на международных соревнованиях по любительскому боксу. Существует с 1993 года. На конец 2012 года приняла участие в 5 Олимпийских играх, 10 чемпионатах мира и 10 чемпионатах Европы, её представители 9 раз становились олимпийскими чемпионами, 20 раз чемпионами мира и 51 раз чемпионами Европы.

## Олимпийские чемпионы
Атланта 1996
- Олег Саитов (до 67 кг)

Сидней 2000
- Олег Саитов (до 67 кг)
- Александр Лебзяк (до 81 кг)

Афины 2004
- Алексей Тищенко (до 57 кг)
- Гайдарбек Гайдарбеков (до 75 кг)
- Александр Поветкин (свыше 91 кг)

Пекин 2008
- Алексей Тищенко (до 60 кг)
- Рахим Чахкиев (до 91 кг)

Лондон 2012
- Егор Мехонцев (до 81 кг)

Рио-де-Жанейро 2016
- Евгений Тищенко (до 91 кг)

Токио 2020
- Альберт Батыргазиев (до 57 кг)

## Главные тренеры сборной России
- Николай Хромов (1993—2005, 2008—2012)
- Александр Лебзяк (2005—2008, 2013—2016)
- Олег Меньшиков (2016—2017)[1]
- Эдуард Кравцов (с 2017 года)